# الكسندر إتش. جونز
الكسندر إتش. جونز هو سياسي أمريكي، ولد في 21 يوليو 1822 في مقاطعة بونكوم في الولايات المتحدة، وتوفي في 29 يناير 1901 في لونغ بيتش في الولايات المتحدة. نشط حزبياً في الحزب الجمهوري. وقد انتخب عضو مجلس النواب الأمريكي ‏.